# Muorkaape
Muorkaape är ett naturreservat i Gällivare kommun i Norrbottens län.
Området är naturskyddat sedan 2013 och är 54,8 kvadratkilometer stort. Reservatet omfattar ett större myr och urskogsområde med en ås i öster. Reservatet består av gammal barrblandskog, myrtallskog och partier med gran.  